# Živný potok
Živný potok je pravostranný přítok řeky Blanice v povodí Otavy. Má několik názvů jako Bělečský a Prachatický, nejužívanější je však název Živný potok. Délka toku činí 13,6 km. Plocha povodí měří 45,1 km².

## Průběh toku
Pramení v lukách nad osadou Lučenice, 1 km severozápadně od Chrobol ve výšce 755 m n. m., na východním úpatí Rohanovského vrchu. Protéká městem Prachatice. U Těšovic ústí zprava do Blanice ve výšce 465 m n. m.

### Větší přítoky
Největšími přítoky Živného potoka jsou Fefrovský potok přitékající zleva v Prachaticích a Žernovický potok, který přitéká z pravé strany krátce před jeho ústím do Blanice.

## Vodní režim
Průměrný průtok u ústí činí 0,29 m³/s.

## Využití

### Doprava
Jeho údolím vede železniční trať Číčenice - Volary.

### Kvalita vody
Kvalitou vody nad městem Prachatice patří potok do I. třídy jakosti povrchových vod, jedná se o velmi kvalitní vodu, vhodnou pro vodárenské a rekreační účely. Pro kvalitu vody pod Prachaticemi má rozhodující význam čistírna odpadních vod na severním okraji města. V letech 1996 - 1998 byla provedena její intenzifikace v celkové hodnotě 100 milionů Kč. Po zahájení provozu nové čistírny se kvalita vody Živného potoka pod Prachaticemi velmi podstatně zlepšila. Do potoka se vrátil život a s ním například i pstruzi. Přesto však byl pod vsí Ostrov zaznamenáván zvýšený výskyt obsahu dusíku a hlavně fosforu (ze saponátů). Od ledna do listopadu 2005 byla za 40 milionů Kč provedena obnova (po povodních 2002) a doplnění ČOV Prachatice a tím byl zajištěn II. stupeň kvality vody.

### Mlýny na Živném potoce
V době středověku vznikla na Živném potoce, především na okraji Prachatic, řada mlýnů. Byly to například Leptáčský mlýn (Rohnmühle), Velišův mlýn (Wallischmühle, Walischmühle), u Prachatic pak mlýn Bernkopfův mlýn (Bernkopfmühle), Feitlův mlýn (Feitlmühle, jihovýchodně od Klimy, nyní č. p. 105), Bartošův mlýn (později přestavěný na vrchnostenský pivovar, u plaveckého bazénu), Kosmatův mlýn (později Koldův, Nebahovská ul. č. p. 75), Obecní mlýn (Gemeindenmühle, mlýn u Kůrků), Slepý mlýn (Blindmühle), dále Rumpálův mlýn (Rumpalmühle, pod vsí Ostrov), Bělečský mlýn. Při obléhání Prachatic císařským vojskem (v roce 1620) byly všechny předměstské mlýny vypáleny, ale později znovuobnoveny a ještě v 1. polovině 19. století bylo v Prachaticích evidováno 10 mlynářů.